# Adrar (Alžírsko)
Adrar (arabsky أدرار) je město ležící jihozápadně od středu Alžírska. Vyrostlo ze saharské oázy na cestě do Mali. Dnes je hlavním městem provincie Adrar (druhé největší v zemi) a žije zde přes šedesát tisíc obyvatel.
Město má aridní podnebí, leží v pásu oáz známém jako Tuat. Původně se jmenovalo Timmi podle kmene původních obyvatel, název Adrar znamená v berberštině hora. Francouzi město ovládli roku 1900. Zemědělskou produkci umožňuje systém zavlažovacích kanálů známých jako foggára (kanát). Město je známé originálními stavbami z červených cihel s cimbuřími a rozlehlým náměstím. Nachází se zde letiště Touat-Cheikh Sidi Mohamed Belkebir, silnice N6 spojuje město s Bécharem.